# Ernesto Botella Gisbert
Ernesto Botella Gisbert (Villalonga, ?- Paterna, 21 de noviembre de 1941) fue un político socialista español, alcalde de Villalonga en 1937 y 1938. Fue militante del Partido Socialista Obrero Español y de la Unión General de Trabajadores.
Alcalde-Presidente del Consejo Municipal de Villalonga durante la Guerra Civil tras la restitución de la legalidad por el gobierno de Francisco Largo Caballero a principios de 1937. Se ocupó de evitar actos de represión en la localidad y ofreció asilo al alcalde de Gandía, Vicente Palmer Ripoll, al tiempo que militantes del PSOE se encargaron, a sus órdenes, de acompañar y proteger al sacerdote de la localidad.
Al finalizar la guerra fue detenido y sometido a un Consejo de Guerra en juicio sumarisimo y se le condenó a muerte por "adhesión a la rebelión". Quienes habían sido protegidos por Ernesto Botella declararon en su favor, pero la pena no fue conmutada y murió fusilado en Paterna, junto al cementerio, en 1941. Sus restos fueron rescatados de una fosa común y trasladados a su localidad natal en diciembre de 2008, donde se le ofreció una misa y se le rindió un homenaje.